# Arniocera ericata
Arniocera ericata är en fjärilsart som beskrevs av Butler 1898. Arniocera ericata ingår i släktet Arniocera och familjen Thyrididae. Inga underarter finns listade i Catalogue of Life.